# Succursale
Pour les articles homonymes, voir Succursale (homonymie).
Une succursale est une entreprise spécialisée dépendante d'un siège social. Elle est dotée d'une direction distincte jouissant d'une certaine autonomie et capable de commercer avec les tiers. Extension géographique de la société principale, la succursale ne dispose pas d'une personnalité juridique distincte. Elle ne peut donc pas avoir de patrimoine propre. Lorsqu'une succursale contracte, c'est en fait la société mère qui s'engage.
Le 22 novembre 1978, la Cour de justice des Communautés européennes indique dans un arrêt qu’une succursale suppose « un centre d'opérations qui se manifeste d'une façon durable vers l'extérieur comme le prolongement d'une maison mère, pourvu d'une direction et matériellement équipé de façon à pouvoir négocier des affaires avec des tiers, de façon telle que ceux-ci, tout en sachant qu'un lien de droit éventuel s'établira avec la maison mère dont le siège est à l'étranger, sont dispensés de s'adresser directement à celle-ci et peuvent conclure des affaires au centre d'opérations qui en constitue le prolongement ».
Si une succursale n'exerce pas forcément toutes les activités de la maison mère, elle en exerce au moins les activités principales.